# Comtat del Llemosí
El comtat del Llemosí fou una jurisdicció feudal d'Aquitània. El seu centre històric fou la ciutat de Llemotges.
Els comtes de Llemosí no apareixen gairebé a la història i van tenir un paper molt limitat. L'estiu del 585 un cos exèrcit havia d'atacar Septimània per Carcassona sota direcció de Tarentiol comte del Llemosí; el grup d'exèrcits estava sota el comandament màxim del duc d'Alvèrnia Niceti que depenia del rei Khildebert II. El tractat d'Andelot del 587 va establir entre altres coses que si Khildebert II moria abans que Guntram, aquest heretaria al seu nebot; si moria Guntram primer, el nebot era confirmat com a hereu. Els fills de Khildebert II, Teodobert i Teodoric, quedaven com a hereus expectants fins a la mort de Guntram; la mare de Khildebert, Brunilda (Brunequilda) va reclamar la restitució del Bordelès (Bordelois), Llemosí, Bearn, Bigorra i Carci que li havien estat cedits a la mort de la reina Galsvinda (Galsinda i Galswintha), la seva germana, i dels que el rei Guntram s'havia apoderat com a part de la successió de Caribert; finalment es va acordar que Brunilda rebria només el Carci i els altres territoris reclamats quedarien sota govern de Guntram fins a la seva mort, i llavors retornarien a Brunilda o als seus hereus. És possible que després del tractat Brunilda s'hagués retirat al Carci i hi hagués restat, però no n'hi ha proves; se sap que va fer construir el castell de Bruniquel al que va donar el seu nom (Castrum Brunichildis), el qual estava situat a la frontera de l'Albigès.
Vers el 688 o una mica després el Llemosí va passar a Aquitània. Dins d'aquest ducat (i regne) fou un comtat però no es coneixen els comtes excepte el comte Ratari de Llemotges o del Llemosí que estava casat amb una filla (de nom desconegut) de Pipí I d'Aquitània i va morir en la batalla de Fontenoy el 25 de juny del 841. Entre 849 i 851 el rei Carles el Calb va cedir el comtat a Ramon I de Tolosa que el va governar fins a la seva mort vers el 864. Llavors el va succeir el seu fill Bernat II de Tolosa (Bernat el Vadell) que fou assassinat el 872 per emissaris del comte d'Alvèrnia Bernat Plantapilosa. Fulcoald, germà del Vedell, va prendre el poder al Llemosí i va impedir la seva ocupació pel Plantapilosa. Fulcoald era un simple governador però va originar la nissaga dels vescomtes de Llemotges, origen de diversos vescomtats i del comtat de la Marca. La ciutat de Llemotges fou una de les que primer va lluitar per les llibertats municipals i es va separar de la jurisdicció del vescomtat que al segle xv tenia capital al castell de Ségur.

## Llista de comtes
- Ratari ?-841
- Desconegut 841-850
- Ramon I de Tolosa 850-864
- Bernat el Vedell 864-872
- Fulcoald 872-886 (governador)
- Bernat Plantapilosa 872-886
- Guillem el Pietós 886-898
- Ademar d'Angulema 898-911
- Ebles Manser 911-932
- Ramon III Ponç de Tolosa 932-vers 942